# Et dukkehjem (film fra 2013)
 For alternative betydninger, se Et dukkehjem (flertydig). (Se også artikler, som begynder med Et dukkehjem)
Et dukkehjem er en dansk kortfilm fra 2013 instrueret af Tobias Gundorff Boesen. Filmen er en fri gengivelse af Henrik Ibsens skuespil Et dukkehjem fra 1879.

## Handling
Nora lever et perfekt liv i sit perfekte hjem med sin perfekte mand, Helmer. Parret forbereder sig til aftenens fest, hvor de får gæster. Nora ved, hun burde glæde sig, men noget i hende føles helt forkert. Vrangforestillinger og en tvivl hun ikke helt kan sætte fingeren på, er begyndt at hjemsøge hende. Ude af stand til at genkende sig selv længes hun mod noget andet. Heldigvis har hun sin elskede Helmer til at berolige sig og tale sig til fornuft. Tingene er dog ikke som de synes at være, og udenfor dukkehjemmets fire vægge kæmper en desillusioneret lille pige for at få forældrenes parforhold til at give mening.

## Medvirkende
- Camille-Cathrine Rommedahl, Nora
- Thomas Levin, Helmer
- Ella Louise Bertelsen, Emmy
- Martin Hestbæk, Emmys far
- Marie Nyborg, Emmys mor